# Sydlig blåvitling
Sydlig blåvitling (Micromesistius australis), en havslevande medlem av familjen torskfiskar som finns kring södra Sydamerika samt södra Nya Zeeland.

## Utseende
Sydlig blåvitling är en avlång fisk med tre ryggfenor och två bukfenor; munnen har underbett.  Kroppen är grå på sidorna, svagt blåaktig med svarta prickar på ryggen och silvervit på buken. Den kan som mest bli 60 cm lång och väga 850 g.

## Vanor
Arten är en stimfisk som lever pelagiskt på djup mellan 70 och 800 m. Den sydamerikanska populationen är vanligast vid omkring 200 m och går sällan mycket djupare än 600 m, medan den nyzeeländska vanligen håller sig på omkring 500 m. Fisken vandrar in till kontinentalsockeln på sommaren, för att dra sig ut mot dess sluttningar under vintern. Varma somrar kan den dra sig söderöver till norra Antarktis. Ungfiskarna lever främst av lysräkor och märlkräftor, men kan också ta hoppkräftor, bläckfiskar och småfisk.

### Fortplantning
Lektiden infaller under vintern (juni – juli) för den nyzeeländska populationen, och under vår till tidig sommar för den sydamerikanska populationen.

## Utbredning, taxonomi
Arten har två underarter med helt olika utbredning: M. australis australis finns från Falklandsöarna och Patagonien i Argentina till utanför Chiles kust och kring Sydgeorgien, Sydshetlandsöarna samt Sydorkneyöarna, medan M. australis pallidus finns kring Nya Zeelands Sydö.

## Kommersiell användning
Den sydliga blåvitlingen är föremål för ett omfattande kommersiellt trålfiske, främst i vattnen kring Argentina. Den används framför allt fryst till människoföda, och som industrifisk till fiskmjöl.